# San Juan de Rioseco
San Juan Rioseco é um município da Colômbia, localizado na província Magdalena Centro, departamento de Cundinamarca.